# Aleiodes vaughani
Aleiodes vaughani är en stekelart som först beskrevs av Muesebeck 1960.  Aleiodes vaughani ingår i släktet Aleiodes och familjen bracksteklar. Inga underarter finns listade i Catalogue of Life.